# 東山路駅
座標: 北緯39度5分29.6秒 東経121度44分16.6秒 / 北緯39.091556度 東経121.737944度
東山路駅（とうざんろ-えき）は中華人民共和国遼寧省大連市金州区に位置する大連地下鉄3号線（支線）の駅である。

## 駅構造
- 相対式ホーム2面2線を有する高架駅。

## 駅周辺
- 五一路
- 金海嘉園
- 金州駅（直線距離約1km）

## 歴史
- 2008年12月28日 - 開業。

## 隣の駅
大連公交客運集団
■大連地下鉄3号線（支線）
鴻瑋瀾山駅 - 東山路駅 - 和平路駅